# Gustav Tögel
Gustav Franz Tögel (* 24. Oktober 1907 in Wien, Österreich-Ungarn; † 24. Jänner 1981 in Wien, Österreich) war ein österreichischer Fußballspieler, der in den 1930er Jahren mit der Vienna den Mitropacup gewann und im Nationalteam zum Einsatz kam.

## Vereinskarriere
Tögels Karriere begann beim Zweitligisten Gersthofer SV, von wo er im Frühjahr 1928 zum Floridsdorfer AC wechselte. Dort spielte er meist auf der Rechtsverbinderposition in einer Sturmreihe, der auch die Nationalspieler Karl Jiszda, Robert Juranic und Josef Molzer angehörten. Die Floridsdorfer konnten sich mit zwei fünften Plätzen im Mittelfeld der Meisterschaft platzieren und Tögel machte sich einen Namen als torgefährlicher Angreifer.
Zur Mitte der Saison 1929/30 erhielt er ein Angebot des First Vienna FC und unterschrieb bei den Döblingern, wo er einen beeindruckenden Einstand hatte und in jedem der bis zum Saisonende verbleibenden Spiele jeweils zumindest einen Treffer erzielte, was schließlich den vierten Platz in der Torschützenliste bedeutete. Im Mai 1930 konnte der nunmehr als Linksverbinder eingesetzte Stürmer auch seinen ersten großen Titel feiern, als die Vienna im Finale des ÖFB-Cup die Austria mit 1:0 schlug. In der folgenden Saison gelang den Blau-Gelben der erste Meistertitel in der Vereinsgeschichte und Tögel war ein wichtiger Bestandteil der Angriffsformation, die auch Friedrich Gschweidl, Josef Adelbrecht und Anton Brosenbauer umfasste.
Dieser Erfolg berechtigte zur Teilnahme am Mitropacup 1931, wo man mit Siegen über den Bocskai FC Debrecen und die AS Rom das Finale erreichte. Dort trafen die Döblinger im einzigen rein österreichischen Finale in der Geschichte dieses Bewerbes auf den Wiener AC. Zum 3:2-Sieg im ersten Spiel steuerte Tögel einen Treffer bei und nach einem 2:1 auf der heimischen Hohen Warte war der größte Erfolg in der Vereinsgeschichte erreicht. Als Vizemeister der nächsten Spielzeit war die Vienna wieder für den Mitropacup qualifiziert, wo sie unter etwas kuriosen Umständen das Finale erreichte, nachdem die beiden Teilnehmer der anderen Halbfinalbegegnung disqualifiziert wurden und das Halbfinale gegen die AGC Bologna zum Finale erklärt wurde. Nach einem 0:2 in Italien war jedoch ein 1:0-Sieg in Wien zu wenig für die Titelverteidigung. 1933 konnte ein weiterer Meistertitel geholt, im Mitropacup war jedoch schon in der ersten Runde Endstation.
Ende 1934 verließ Tögel die Vienna und wechselte in die Schweizer Profiliga, wo er einen Vertrag bei den Young Fellows Zürich unterschrieb. 1936 mussten sich die von József Winkler betreuten Zürcher in der Meisterschaft nur dem FC Lausanne-Sport geschlagen geben, konnten aber mit einem 2:0 gegen den Servette FC Genève den Cupsieg holen. Tögels Tor zum 1:0 in der ersten Minute ist bis heute das früheste in der Geschichte der Finalspiele des Schweizer Cupbewerbes. 1937 wechselte er nochmals den Verein und beendete seine Karriere in der französischen Division 2 beim FC Nancy.

## Nationalmannschaft
Tögels Debüt in der Nationalmannschaft erfolgte im Mai 1931 bei einem 0:0 gegen Ungarn im Rahmen des Nationencups. Keine zwei Wochen später schlug die Geburtsstunde des Wunderteams und die Position des Linksverbinders war danach fest an Anton Schall vergeben, sodass es Tögel nur mehr zu einem Einsatz im Wiener Städteteam brachte.

## Trainerkarriere
Nach 1945 war Tögel als Spielertrainer bei einer Reihe von niederösterreichischen Vereinen tätig, darunter der Badener AC, SC St. Andrä-Wördern, der SV Fabrik Vöslau und der SK Ernstbrunn. Als er Trainer des Wiener Unterhausvereins ASK Atzgersdorf war, wurde er im Frühjahr 1954 vom abstiegsgefährdeten FC Wien verpflichtet und schaffte dort den Klassenerhalt. 1965 betreute er den SK Slovan Wien. Er wurde am Baumgartner Friedhof bestattet.

## Erfolge
- Sieger im Nationencup: 1931/32
- 1× Mitropacupsieger: 1931
- 1× Mitropacupfinalist: 1932
- 2× österreichischer Meister: 1931, 1933
- 1× österreichischer Cupsieger: 1930
- 1× Schweizer Cupsieger: 1936
- 1 Spiel für die österreichische Fußballnationalmannschaft: 1931